# اخلی
اخلی، روستایی از توابع بخش گرمخان شهرستان بجنورد در استان خراسان شمالی ایران است.

## جمعیت
این روستا در دهستان گرمخان قرار دارد و براساس سرشماری مرکز آمار ایران در سال ۱۳۸۵، جمعیت آن ۲۳۳ نفر (۵۸خانوار) بوده‌است.

## زبان
این روستا هم مانند اکثر روستاهای شهرستان بجنورد کردنشین است و به زبان کردی صحبت میشود‌.